# Barbus sensitivus
Barbus sensitivus är en fiskart som beskrevs av Roberts 2010. Barbus sensitivus ingår i släktet Barbus och familjen karpfiskar. Inga underarter finns listade.